# Urup (Fluss)
Der Urup (russisch Уру́п) ist ein linker Nebenfluss des Kuban im nördlichen Kaukasus (Russland).
Er ist 231 Kilometer lang und entspringt in der Nähe des Ortes Urup an den Hängen des Großen Kaukasus in 3232 m Höhe. An der Mündung des Flusses in den Kuban liegt die Stadt Armawir. Bis zur Staniza Udobnaja ist der Urup ein Hochgebirgsfluss, während er weiter abwärts durch ein ebenes Gelände fließt.
Gespeist wird der Urup unter anderem mit Regenwasser, wobei der Pegel insbesondere in den Monaten Juni und Juli aufgrund häufigen starken Regens am höchsten ist.